# Obolo
L’obolo est une langue bénoué-congolaise parlée au Nigeria.

## Écriture
| a | b | ch | d  | e | f | g | gb | gw | i    | j | k | kp  | kw | l | m   |
| n | n̄ | nw | ny | o | ọ | p | r  | s  | (sh) | t | u | (v) | w  | y | (z) |